# Melaleuca subtrigona
Melaleuca subtrigona är en myrtenväxtart som beskrevs av Johannes Conrad Schauer. Melaleuca subtrigona ingår i släktet Melaleuca och familjen myrtenväxter. Inga underarter finns listade i Catalogue of Life.